# Bandungsari (Banjarharjo)
Bandungsari is een bestuurslaag in het regentschap Brebes van de provincie Midden-Java, Indonesië. Bandungsari telt 5271 inwoners (volkstelling 2010).